# Galony
Galony - taśma z nici barwnych, srebrnych lub złotych noszona na mundurze lub czapce jako oznaka stopnia, funkcji, ilości lat odbytych w wojsku.